# Список картин Карла Брюллова

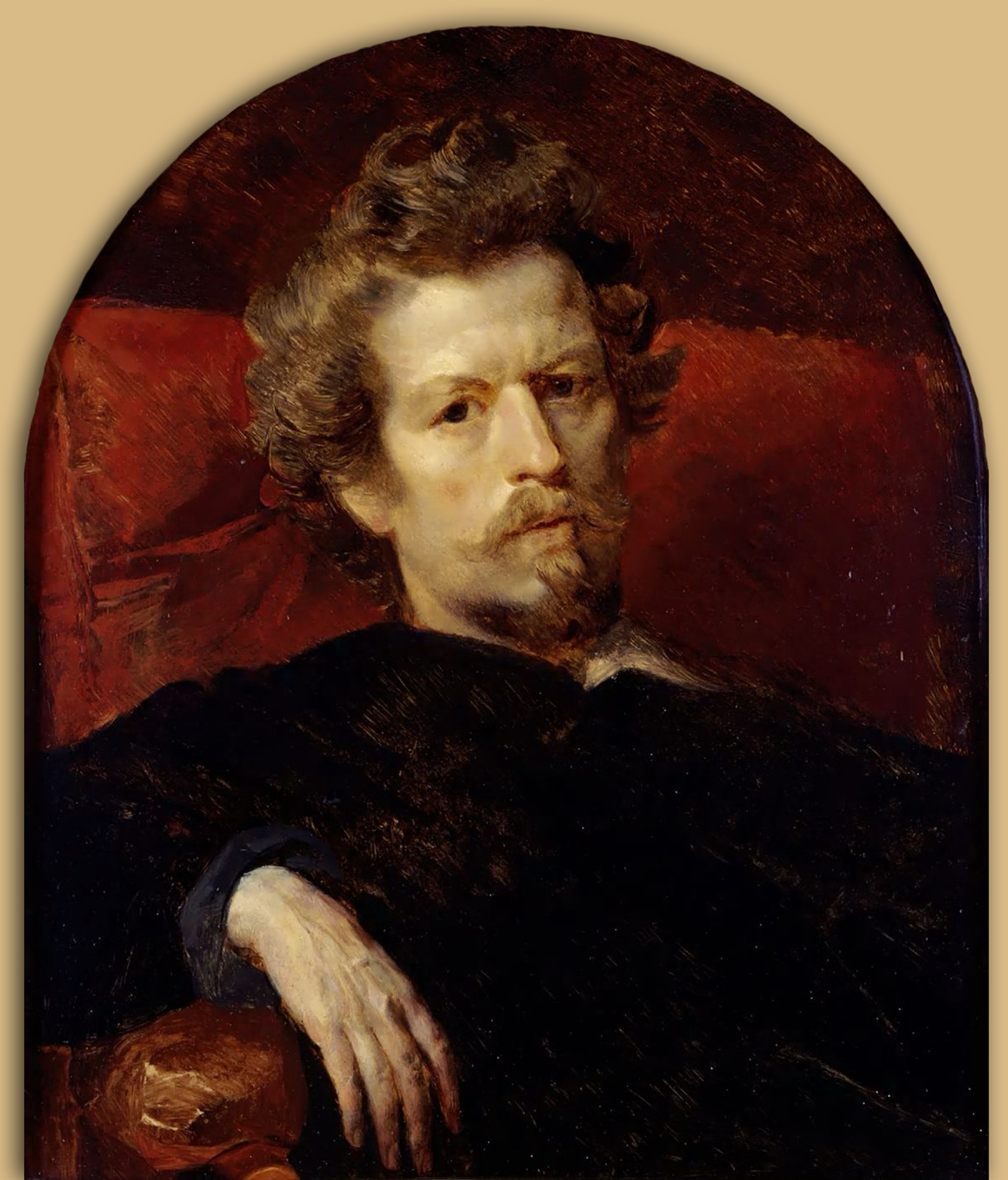
Брюллов Карл Павлович

Брюллов Карл Павлович (до 1822 року — Брюлло, 23 грудня 1799 — †23 червня 1852) — російський художник, професор Петербурзької академії мистецтв (з 1836). Походив із родини Брюлло. Брат скульптора Олександра Брюллова.
Автор картин на історичні теми, жанрових акварелей і портретів діячів культури.
У Брюллова вчилося багато художників-реалістів, зокрема українських — Іван Сошенко, Дмитро Безперчий, Тарас Шевченко та інші.

## Вступ
Всі картини Брюллова — це дивовижна подорож сторінками життя великого майстра. У кожному полотні неймовірним колоритом відображується його світовідчуття. Навіть виконуючи роботи на замовлення, художник намагався внести новаторські лінії у свій твір. Він ніколи не зупинявся на традиційних формах, тому роботи Карла Брюллова завжди відкривали перед глядачами нові можливості зображення знайомих предметів. Особливо цікаві картини Брюллова портретного змісту. Варто згадати хоча б знаменитий «Італійський полудень» художника. На подив багатьох живописців того часу натурницями він брав не тендітних і миловидних дівчат, а зрілих жінок з усіма їхніми зовнішніми достоїнствами і недоліками. Саме в цьому є дивовижна сутність художника Брюллова. На кожному його полотні видна точна експресія, пристрасть, палаюча краса і ніжність.

## Галерея
| Картина | Назва | Рік створення   | Техніка                                            | Розміри (см)                         | Галерея                                                                                          |
| ------- | --- | --------------- | -------------------------------------------------- | ------------------------------------ | ------------------------------------------------------------------------------------------------ |
|         | Геній мистецтва | 1817—1820       | Сірий папір, іт. олівець, крейда, вугілля, пастель | 65,2 x 62,2                          | Державний Російський музей                                                                       |
|         | Персей і Андромеда | 1817—1820       | Полотно, олія                                      | 43,7 х 28,6                          | Державний Російський музей                                                                       |
|         | Портрет М. П. Кікіної в дитинстві | 1817—1820       | Папір, акварель                                    | 14 x 12,2                            | Державний Російський музей                                                                       |
|         | Нарцисс | 1819            | Полотно, олія                                      | 162 x 209,5                          | Державний Російський музей                                                                       |
|         | Марія Кікіна в дитинстві | 1821            | Папір, акварель, білила                            | 22 x 16,8                            | Державна Третьяковська галерея                                                                   |
|         | Поява Аврааму трьох янголів біля дуба Мамврійського | 1821            | Полотно, олія                                      | 113 х 144                            | Державний Російський музей                                                                       |
|         | Портрет актора О. М. Рамазанова | 1821—1822       | Полотно, олія                                      | 64,5 x 52,5                          | Державна Третьяковська галерея                                                                   |
|         | Портрет статс-секретаря П. О. Кікіна | 1821—1822       | Полотно, олія                                      | 82 x 71                              | Державна Третьяковська галерея                                                                   |
|         | Портрет М. О. Кікіної | 1821—1822       | Полотно, олія                                      | 82,6 x 71,7                          | Державна Третьяковська галерея                                                                   |
|         | Італійський ранок | 1823            | Полотно, олія                                      | 62 x 55                              | Кунстхалле, Кіль                                                                                 |
|         | Автопортрет. [Не завершено] | 1823            | Полотно, олія                                      | ?                                    | Приватне зібрання                                                                                |
|         | Портрет архітектора О. П. Брюллова, брата художника | 1823—1827       | Полотно, олія                                      | 45,5 x 35,2                          | Державний Російський музей                                                                       |
|         | Портрет архітектора К. О. Тона | 1823—1827       | Полотно, олія                                      | 56,5 x 51                            | Державний Російський музей                                                                       |
|         | Портрет невідомого | 1823—1827       | Полотно, олія                                      | 43,5 х 35                            | Державний Російський музей                                                                       |
|         | Ермінія у пастухів. [Не завершено]. | 1824            | Полотно, олія                                      | 98,2 x 137,3                         | Державна Третьяковська галерея                                                                   |
|         | Портрет О. Н. Львова | 1824            | Полотно, олія                                      | 62,3 x 49,5                          | Державна Третьяковська галерея                                                                   |
|         | Портрет С. Ф. Щедріна | 1824            | Папір, акварель                                    | 93 x 46 (овал)                       | Державний Російський музей                                                                       |
|         | Портрет Є. П. Гагаріної з синами Євгеном, Львом і Феофілом. | 1824            | ?                                                  | ?                                    | Приватне зібрання                                                                                |
|         | Портрет В. О. Перовського | 1824            | Папір, акварель, лак                               | 29,7 х 19,4                          | Державний Російський музей                                                                       |
|         | ортрет В. О. Перовського на капітелі колони | 1824            | ?                                                  | ?                                    | ?                                                                                                |
|         | Надія, що живить любов | 1824            | ?                                                  | ?                                    | Зібрання Тіттоні, Рим                                                                            |
|         | Вечерня | 1825            | Полотно, олія                                      | 52,5 x 42,6                          | Державна Третьяковська галерея                                                                   |
|         | Піфферарі перед образом мадонни | 1825            | Полотно, олія                                      | 53,5 x 42,5                          | Державний Російський музей                                                                       |
|         | Пілігрими в дверях лютеранської базиліки | 1825            | Полотно, олія                                      | 62,7 x 53,6                          | Державна Третьяковська галерея                                                                   |
|         | Жінка, що посилає поцілунок у вікно | 1826            | Папір, білила, сепія                               | 21,3 х 18,4                          | Державний Російський музей                                                                       |
|         | Свято збору винограду | 1827            | Папір, акварель                                    | 16,7 x 22,5                          | Державна Третьяковська галерея                                                                   |
|         | Портрет Г. М. і В. О. Оленіних | 1827            | Папір, акварель, граф. олівець                     | 42,5 x 33,5                          | Державна Третьяковська галерея                                                                   |
|         | Перерване побачення (Вода вже чрез край біжить) | 1827            | Папір, акварель                                    | 16,7 х 22,5                          | Державна Третьяковська галерея                                                                   |
|         | Дівчина, що збирає виноград в околицях Неаполя | 1827            | Дерево, масло                                      | 62 x 52,5                            | Державний Російський музей                                                                       |
|         | Італійський полудень (Італійка, яка знімає виноград) | 1827            | Полотно, олія                                      | 64 x 55                              | Державний Російський музей                                                                       |
|         | Портрет К. О. і М. Я. Наришкіних | 1827            | Папір, акварель                                    | 44,1 x 35,4                          | Державний Російський музей                                                                       |
|         | Сцена на порозі храму | 1827            | Папір, акварель                                    | ?                                    | Саратовський художній музей імені Радищева                                                       |
|         | Останній день Помпеї | 1827—1828       | Полотно, олія, італійський олівець                 | 58 x 76                              | Державна Третьяковська галерея                                                                   |
|         | Портрет невідомої. [Не завершено] | 1827—1830       | Папір, акварель                                    | 41 х 26                              | Державна Третьяковська галерея                                                                   |
|         | Сповідь італійки | 1827—1830       | Папір, акварель                                    | 26,2 x 18,7                          | Державний Російський музей                                                                       |
|         | Портрет музиканта М. Вієльгорського | 1828            | Полотно, олія                                      | 138 x 97,5                           | Національний художній музей Республіки Білорусь, Мінськ                                          |
|         | Портрет О. М. Горностаєва | 1828            | Полотно, олія                                      | 49 х 38                              | Державний музей образотворчих мистецтв Республіки Татарстан, Казань                              |
|         | Вольтижер (етюд) | 1828—1830       | Полотно, олія                                      | 40 x 30                              | Державний Російський музей                                                                       |
|         | Портрет Доменіко Маріні (Гравець у м'яч) | 1828—1830       | Полотно, олія                                      | 50 x 62                              | Новгородський державний історико-художній і архітектурний музей-заповідник                       |
|         | Портрет О. Г. Гагаріна (Ребёнок в бассейне) | 1829            | Папір, акварель                                    | 25 х 23; (овал)                      | Державна Третьяковська галерея                                                                   |
|         | Портрет князя Г. Г. Гагаріна | 1829            | Папір, акварель                                    | 19,8 x 16,5; (овал)                  | Державний Російський музей                                                                       |
|         | Портрет графині Стефанії Вітгенштейн | 1830-ті         | ?                                                  | ?                                    | Приватне зібрання                                                                                |
|         | Сон бабусі і внучки | 1829            | Папір, акварель, бронза, лак                       | 22,5 х 27,4                          | Державний Російський музей                                                                       |
|         | Портрет графа О. І. Рібоп'єра | 1829            | Папір, акварель                                    | ?                                    | Приватне зібрання                                                                                |
|         | Портрет великої княгині Олени Павлівни | 1829            | Полотно, олія                                      | 73,4 x 59; (овал)                    | Державна Третьяковська галерея                                                                   |
|         | Портрет великої княгині Олени Павлівни | 1829—1830       | Полотно, олія                                      | 73,5 х 58,5                          | Музей образотворчих мистецтв, Архангельськ                                                       |
|         | Портрет великої княгині Олени Павлівни з дочкою Марією | 1830            | Полотно, олія                                      | 265 x 185                            | Державний Російський музей                                                                       |
|         | Портрет П. В. Басіна | 1830            | Папір, акварель                                    | 31,6 x 27,8                          | Державна Третьяковська галерея                                                                   |
|         | Італійка, яка очікує дитину | 1830            | Картон, акварель, графічний олівець                | 19 х 22,5                            | Державний Російський музей                                                                       |
|         | Портрет військового зі слугою | 1830-е          | ?                                                  | ?                                    | ?                                                                                                |
|         | Голова дівчини | 1830-е          | ?                                                  | 35,8 x 30,4                          | ?                                                                                                |
|         | Автопортрет | 1830—1833       | Папір, акварель, граф. олівець                     | 15 x 14,5                            | Державна Третьяковська галерея                                                                   |
|         | Останній день Помпеїв | 1830—1833       | Полотно, олія                                      | 456,5 x 651                          | Державний Російський музей                                                                       |
|         | Гуляння в Альбано | 1830—1833       | Папір, акварель, лак, граф. олівець                | 24,7 x 33                            | Державна Третьяковська галерея                                                                   |
|         | Сон молодої дівчини перед світанком | 1830—1833       | Папір, акварель, лак                               | 20 х 25,1                            | Державний музей образотворчих мистецтв імені О. С. Пушкіна                                       |
|         | Італійський полудень (Італійка, яка знімає виноград) | 1831 (?)        | Полотно, олія                                      | 27 x 22                              | Державна Третьяковська галерея                                                                   |
|         | Сон черниці | 1831            | Папір, акварель, лак                               | 22,5 х 27,4                          | Державний Російський музей                                                                       |
|         | Мати, що прокидається від плачу дитини | 1831            | Картон, сепія                                      | 22,5 х 28; (восьмикутник)            | Державний Російський музей                                                                       |
|         | Портрет Джованіни Пачіні | 1831            | Папір, олівець, акварель                           | 21,1 x 17,1                          | Приватне зібрання                                                                                |
|         | Італійка з дитиною біля вікна | 1831            | Картон, акварель, бронза                           | 22,5 х 16,5                          | Державний музей образотворчих мистецтв імені О. С. Пушкіна                                       |
|         | Портрет О. М. Демідова | 1831—1832       | Полотно, олія                                      | ?                                    | Галерея нового мистецтва, Флоренція                                                              |
|         | Вершниця | 1832            | Полотно, олія                                      | 291,5 x 206                          | Державна Третьяковська галерея                                                                   |
|         | Вирсавія. [Не завершено] | 1832            | Полотно, олія                                      | 173 x 125,5                          | Державна Третьяковська галерея                                                                   |
|         | Портрет С. О. Соболевського | 1832            | Папір, акварель                                    | ?                                    | Державний Російський музей                                                                       |
|         | Автопортрет. [Не завершено] | Близько 1833    | Дерево, олія                                       | 56,5 x 43                            | Державний Російський музей                                                                       |
|         | Портрет Є. Н. Меллер-Закомельської з дівчинкою, у човні. [Не завершено] | 1833—1835       | Полотно, олія                                      | 151,5 x 190,3                        | Державний Російський музей                                                                       |
|         | Портрет княгині Є. П. Салтикової | 1833—1835       | Папір, акварель                                    | 44,4 x 33,6                          | Державний Російський музей                                                                       |
|         | Портрет письменника і політичного діяча тарентського архієпископа Джузеппе Капечалатро                                                                                            | 1833—1835       | Полотно, олія                                      | 65 x 52,5; (овал в четырёхугольнике) | Державний Російський музей                                                                       |
|         | Портрет графа К. О. Поццо ді Борго | 1833—1835       | Полотно, олія                                      | 71 х 63                              | Саратовський художній музей імені Радищева                                                       |
|         | Портрет Джузеппіни Ронці де Беньїс | 1833—1835       | Полотно, олія                                      | ?                                    | ?                                                                                                |
|         | Портрет графині О. І. Орлової-Давидової з дочкою Наталією Володимирівною | 1834            | Полотно, олія                                      | 195 x 126                            | Державна Третьяковська галерея                                                                   |
|         | Портрет італійського адвоката Франческо Аскані | 1834            | Дерево, олія                                       | 55,4 x 46; (овал)                    | Державна Третьяковська галерея                                                                   |
|         | Смерть Інесси де Кастро | 1834            | Полотно, олія                                      | 213 x 299,5                          | Державний Російський музей                                                                       |
|         | Портрет Фанні Персіані-Такінарді в ролі Аміни в опері Белліні «Сомнамбула» | 1834            | Полотно, олія                                      | 113 х 87                             | Державний Російський музей                                                                       |
|         | Побачення | 1834            | Папір, акварель                                    | 22,1 х 18,6                          | Державний Російський музей                                                                       |
|         | Портрет графині Ю. П. Самойлової з вихованкою Джованіною Пачіні і арапчатком | 1834            | Полотно, олія                                      | ?                                    | Музей Хіллвуд. м. Вашингтон, Сполучені Штати                                                     |
|         | Джудіта Паста в ролі Анни Болейн | 1834            | ?                                                  | ?                                    | Театральний музей «Ла Скала», Мілан                                                              |
|         | Нашестя Гензеріха на Рим | 1835            | Полотно, олія                                      | 88 x 117,9                           | Державна Третьяковська галерея                                                                   |
|         | У Богородицького дуба | 1835            | Полотно, олія                                      | 61 x 74                              | Державна Третьяковська галерея                                                                   |
|         | Італійка, що запалює лампаду перед образом мадонни | 1835            | Папір, акварель, граф. олівець, туш                | 29 x 19                              | Державна Третьяковська галерея                                                                   |
|         | Поранений грек, що впав з коня | 1835            | Папір, сепія, граф. олівець                        | 27,5 x 34,5                          | Державна Третьяковська галерея                                                                   |
|         | Грек, що лежить на скелі | 1835            | Папір, сепія, граф. олівець                        | 27 x 34; (восьмиугольник)            | Державна Третьяковська галерея                                                                   |
|         | Гірські мисливці | 1835            | Папір, сепія                                       | 26,7 x 18,2                          | Державна Третьяковська галерея                                                                   |
|         | Портрет грецького інсургента Теодора Колокотроні | 1835            | Папір, сепія                                       | 27,5 x 21,4                          | Державна Третьяковська галерея                                                                   |
|         | Грек з конем | 1835            | Папір, сепія                                       | ?                                    | Державна Третьяковська галерея                                                                   |
|         | Грецький ранок у Міраку | 1835            | Папір, акварель                                    | ?                                    | Державний музей образотворчих мистецтв імені О. С. Пушкіна                                       |
|         | Село св. Рокка поблизу міста Корфу | 1835            | Папір, акварель                                    | ?                                    | Державний музей образотворчих мистецтв імені О. С. Пушкіна                                       |
|         | Долина Дельфійська | 1835            | Папір, акварель                                    | ?                                    | Державний музей образотворчих мистецтв імені О. С. Пушкіна                                       |
|         | Дорога в Сінано після грози | 1835            | Папір, акварель                                    | ?                                    | Державний музей образотворчих мистецтв імені О. С. Пушкіна                                       |
|         | Храм Аполлона Епікурейського у Фігалії | 1835            | Папір, акварель                                    | ?                                    | Державний музей образотворчих мистецтв імені О. С. Пушкіна                                       |
|         | Гавань у Константинополі | 1835            | Папір, акварель                                    | 27,6 x 34,7                          | Державний музей образотворчих мистецтв імені О. С. Пушкіна                                       |
|         | Портрет капітана О. М. Костинича | 1835            | Папір на картоні, акварель                         | 23,3 x 19,1                          | Державний Російський музей                                                                       |
|         | Портрет В. О. Корнілова на борту брига «Фемістокл» | 1835            | Папір, акварель, граф. олівець, лак                | 40,4 x 28,9                          | Державний Російський музей                                                                       |
|         | Ольга Ферзен на ослике | 1835            | Папір, акварель                                    | 51,5 х 39,6                          | Державний Російський музей                                                                       |
|         | Портрет Георга Клеберга | 1835            | Полотно, олія                                      | 72 х 62; (овал)                      | Художній музей (Рига)                                                                            |
|         | Портрет М. І. Бутенєвої з дочкою | 1835            | Папір, акварель                                    | 42 x 31                              | Приватне зібрання                                                                                |
|         | Портрет О. Б. Бакуніной | 1835            | Папір, акварель                                    | ?                                    | ?                                                                                                |
|         | Портрет П. О. Чихачьова | 1835            | Папір, акварель                                    | ?                                    | ?                                                                                                |
|         | Одаліска | Не позже 1835   | Полотно, олія                                      | ?                                    | Музей сучасного мистецтва «Вілла реале», Мілан                                                   |
|         | Портрет Є. І. Дурновой | 1836            | Полотно, олія                                      | 71,5 x 62                            | Державна Третьяковська галерея                                                                   |
|         | Портрет М. В. Кукольника | 1836            | Полотно, олія                                      | 117 x 81,7                           | Державна Третьяковська галерея                                                                   |
|         | Портрет поета і драматурга графа О. К. Толстого у юності | 1836            | Полотно, олія                                      | 134 x 104                            | Державний Російський музей                                                                       |
|         | Портрет графа О. О. Перовського (письменника Антона Погорельського). [Не завершено]                                                                                               | 1836            | Полотно, олія                                      | 136 x 104                            | Державний Російський музей                                                                       |
|         | Світлана, що ворожить | 1836            | Полотно, олія                                      | 94 х 81                              | Нижньогородський державний художній музей                                                        |
|         | Портрет акторки Є. С. Семенової | 1836            | Полотно, олія                                      | 80 х 59                              | Театральний музей імені Бахрушина                                                                |
|         | Портрет архітектора М. О. Лопиревського | 1836            | Полотно, олія                                      | ?                                    | ?                                                                                                |
|         | Портрет Пашкова | 1836            | Полотно, олія                                      | 41 х 19                              | Азербайджанський державний музей мистецтв імені Рустама Мустафаєва, Баку                         |
|         | Портрет В. І. Орлова | 1836            | Полотно, олія                                      | 74, 5 (круг)                         | Державний Російський музей                                                                       |
|         | Портрет скульптора І. П. Віталі | 1836—1837       | Полотно, олія                                      | 94,2 x 76,3                          | Державна Третьяковська галерея                                                                   |
|         | Портрет генерал-ад'ютанта графа В. О. Перовського | 1837            | Полотно, олія                                      | 247,2 x 155,2                        | Державна Третьяковська галерея                                                                   |
|         | Портрет В. О. Перовського | 1837            | Полотно, олія                                      | 71,3 х 58                            | Державна Третьяковська галерея                                                                   |
|         | Портрет великой княгині Марії Миколаївни | 1837            | Полотно, олія                                      | 60,2 x 48                            | Державна Третьяковська галерея                                                                   |
|         | Портрет Аврори Карловни Шернваль-Демідової. | 1837            | Полотно, олія                                      | 90 х 71 см                           | Колекція Костянтинівського палацу. http://www.konstantinpalace.ru/index.php?menu=19&id=139&lng=2 |
|         | Портрет поета В. А. Жуковського | 1837            | Полотно, олія                                      | 110 x 83                             | Національний музей Тараса Шевченка, Київ                                                         |
|         | Турчанка | 1837—1839       | Полотно, олія                                      | 66,2 x 79,8                          | Державна Третьяковська галерея                                                                   |
|         | Портрет Платона Васильовича Кукольника | 1837—1839       | Полотно, олія                                      | 113,8 x 82,5                         | Державна Третьяковська галерея                                                                   |
|         | Облога Пскова. [Не завершено] | 1837—1839       | Полотно, олія                                      | ?                                    | Державний Російський музей                                                                       |
|         | Портрет М. І. Алексєєвої | 1837—1840       | Полотно, олія                                      | 92 x 73; (овал)                      | Державна Третьяковська галерея                                                                   |
|         | Портрет У. М. Смірнової | 1837—1840       | Полотно, олія                                      | 90 x 71,5                            | Державний Російський музей                                                                       |
|         | Портрет Є. І. Тон, дружини художника К. О. Тона | 1837—1840       | Полотно, олія                                      | 56 x 47; (овал)                      | Державний Російський музей                                                                       |
|         | Розп'яття | 1838            | Полотно, олія                                      | 510 x 315; (верх закруглен)          | Державний Російський музей                                                                       |
|         | Портрет графині О. П. Ферзен | 1838            | Полотно, олія                                      | 68 x 55; (овал)                      | Державна Третьяковська галерея                                                                   |
|         | Портрет В. А. Мусіна-Пушкіна | 1838            | Полотно, олія                                      | 81,3 х 72,7                          | Ярославський художній музей                                                                      |
|         | Чоловічий портрет | 1838            | Полотно, олія                                      | 88,7 x 71                            | Державна Третьяковська галерея                                                                   |
|         | Портрет І. А. Крилова. [Не завершено] | 1839            | Полотно, олія                                      | 102,3 x 86,2                         | Державна Третьяковська галерея                                                                   |
|         | Портрет сестер А. О. и О. О. Шишмарьових | 1839            | Полотно, олія                                      | 284 x 213                            | Державний Російський музей                                                                       |
|         | Портрет І. А. Бека | Близько 1839    | Полотно, олія                                      | 67 x 58                              | Саратовський художній музей імені Радищева                                                       |
|         | Портрет баронеси І. І. Клодт, дружини скульптора | Близько 1839    | Полотно, олія                                      | 44 x 36                              | Ульяновський обласний художній музей                                                             |
|         | Облога Пскова польським королем Стефаном Баторієм в 1581 році. [Не завершено] | 1839—1843       | Полотно, олія                                      | 482 x 675                            | Державна Третьяковська галерея                                                                   |
|         | Портрет письменника О. М. Струговщікова | 1840            | Полотно, олія                                      | 80 x 66,4                            | Державна Третьяковська галерея                                                                   |
|         | Портрет О. М. Голіцина | 1840            | Полотно, олія                                      | 194,5 x 142                          | Державна Третьяковська галерея                                                                   |
|         | Портрет архітектора І. А. Монігетті | 1840            | Полотно, олія                                      | 49,5 x 42,5; (овал)                  | Державна Третьяковська галерея                                                                   |
|         | Портрет М. О. Бек з дочкою | 1840            | Полотно, олія                                      | 246,5 x 193,5                        | Державна Третьяковська галерея                                                                   |
|         | Портрет М. О. Бек | 1840            | Полотно, олія                                      | 87 х 70                              | Національна галерея Вірменії, Єреван                                                             |
|         | Портрет князя М. О. Оболенського | 1840—1846       | Полотно, олія                                      | 123,7 x 106,7                        | Державна Третьяковська галерея                                                                   |
|         | Портрет К. О. Яніша | 1841            | Полотно, олія                                      | 67 x 57,7                            | Державна Третьяковська галерея                                                                   |
|         | Портрет художника Я. Ф. Яненко у латах | 1841            | Полотно, олія                                      | 58 x 49,2                            | Державна Третьяковська галерея                                                                   |
|         | Портрет княгині Є. П. Салтикової | 1841            | Полотно, олія                                      | 200 x 142                            | Державний Російський музей                                                                       |
|         | Портрет співачки О. Я. Петрової | 1841            | Полотно, олія                                      | 79,5 x 67                            | Державний Російський музей                                                                       |
|         | Портрет С. Г. Ліхоніна | 1841            | Полотно, олія                                      | 80 х 67                              | Київська національна картинна галерея                                                            |
|         | Портрет архітектора і художника О. П. Брюллова | Не пізніше 1841 | Полотно, олія                                      | 123,5 x 97,5                         | Державний Російський музей                                                                       |
|         | Портрет великої княгині Ольги Миколаївни | 1841            | Полотно, олія                                      | 61,4 х 55                            | Самарський обласний художній музей                                                               |
|         | Портрет княгині М. П. Волконської | Не пізніше 1842 | Полотно, олія                                      | 103 x 85                             | Державний Російський музей                                                                       |
|         | Портрет графині Ю. П. Самойлової, віддалюваною з балу з вихованкою Амацілієй Пачіні                                                                                               | Не пізніше 1842 | Полотно, олія                                      | 249 x 176                            | Державний Російський музей                                                                       |
|         | Портрет дітей Волконських з арапом | 1843            | Полотно, олія                                      | 146,1 x 124,1                        | Державна Третьяковська галерея                                                                   |
|         | Портрет архітектора О. М. Болотова | 1843            | Полотно, олія                                      | 65,3 х 54,5                          | Кіровський обласний художній музей імені В. М. та А. М. Васнєцових                               |
|         | Цілування Іуди | 1843—1847       | Коричневий папір, сепія, білило                    | 32,9 x 24,9                          | Державна Третьяковська галерея                                                                   |
|         | Портрет П. І. Кривцова | 1844            | ?                                                  | ?                                    | ?                                                                                                |
|         | Щодо встановлення Аллаха раз на рік змінюється сорочка | 1845            | Картон, сепія                                      | 6,5 x 8,6                            | Державна Третьяковська галерея                                                                   |
|         | Щодо встановлення Аллаха раз на рік змінюється сорочка | 1845            | Картон, сепія                                      | ?                                    | Державна Третьяковська галерея                                                                   |
|         | Свята цариця Олександра | 1845            | ?                                                  | ?                                    | Царське Село                                                                                     |
|         | Прогулянка на возі | 1845—1846       | Полотно, олія                                      | 42,5 x 52,6                          | Державна Третьяковська галерея                                                                   |
|         | Портрет С. О. Шувалової | Близько 1846    | Полотно, олія                                      | 65 х 53,8                            | Державний ермітаж                                                                                |
|         | Портрет актора В. В. Самойлова. [Не завершено] | 1847            | Дерево, олія                                       | 86,5 x 70                            | Державний Російський музей                                                                       |
|         | Портрет М. Ф. Здекауера | 1847            | Картон, олія                                       | 57 х 44; (овал)                      | Псковський державний об'єднаний історико-архітектурний і художній музей                          |
|         | Автопортрет | 1848            | Полотно, олія                                      | 64,1 x 54; (верх — напівовал)        | Державна Третьяковська галерея                                                                   |
|         | Вершники. Портрет Є. І. Мюссара і Е. Мюссар | 1849            | Картон, акварель, білила, лак, італійський олівець | 63,9 х 51,2                          | Державна Третьяковська галерея                                                                   |
|         | Диана, Эндимион и Сатир | 1849            | Полотно, олія                                      | 46,5 x 58,5                          | Державна Третьяковська галерея                                                                   |
|         | Портрет герцога М. Лейхтенбергського, Е. Мюссар, Є. І. Мюссара, княгині П. Р. Багратіон, князя А. А. Багратіона, М. І. Желєзнова, М. О. Лукашевича, К. П. Брюллова («Прогулянка») | 1849            | Папір, акварель                                    | 31 x 46                              | Державна Третьяковська галерея                                                                   |
|         | Портрет герцога М. Лейхтенбергського | 1849            | Полотно, олія                                      | 97 х 77                              | Приватне зібрання                                                                                |
|         | Портрет княгині О. О. Багратіон | 1849            | Полотно, олія                                      | 60 x 52,8; (овал)                    | Державна Третьяковська галерея                                                                   |
|         | Черниці монастиря Святого Серця в Римі, що співають біля органу | 1849            | Полотно, олія                                      | 53,4 х 76,3; (верх — полуовал)       | Державна Третьяковська галерея                                                                   |
|         | Голова Христа в терновому вінці | 1849            | Картон на полотні, олія                            | 48,3 x 40,8                          | Державна Третьяковська галерея                                                                   |
|         | Солодкі води поблизу Константинополя | 1849            | Папір, акварель                                    | 69 x 87                              | Державний Російський музей                                                                       |
|         | Портрет С. О. Шувалової | 1849            | Полотно, олія                                      | 102 х 84,5                           | Державний ермітаж                                                                                |
|         | Бахчисарайський фонтан | 1849            | Папір, акварель                                    | 86,5 х 76                            | Державний музей образотворчих мистецтв імені О. С. Пушкіна                                       |
|         | Портрет Ф. І. Прянішникова | 1849            | Полотно, олія                                      | 41 х 60                              | Іванівський обласний художній музей                                                              |
|         | Вид форту Піку на острові Мадейра | 1849—1850       | Полотно, олія                                      | 65 x 77                              | Державна Третьяковська галерея                                                                   |
|         | Пейзаж на острові Мадейра | 1849—1850       | Папір, акварель                                    | ?                                    | Державний Російський музей                                                                       |
|         | Прогулянка Людовіка XV у дитинстві | 1850            | Папір, акварель, граф. олівець                     | 33,4 x 26,5                          | Державна Третьяковська галерея                                                                   |
|         | Голова аббата | 1850            | Полотно, олія                                      | ?                                    | Приватне зібрання                                                                                |
|         | Портрет О. О. Абаза | 1850            | Полотно, олія                                      | 73,2 x 60                            | Художній музей (Рига)                                                                            |
|         | Портрет Вінченцо Тіттоні | 1850—1852       | Папір, акварель                                    | ?                                    | Приватне зібрання                                                                                |
|         | Портрет Катерини Тіттоні | 1850—1852       | Папір, акварель                                    | ?                                    | Зібрання Тіттоні, Рим                                                                            |
|         | Портрет Маріано Тіттоні | 1850—1852       | Папір, акварель                                    | ?                                    | Зібрання Тіттоні, Рим                                                                            |
|         | Портрет Терези-Мікеле Тіттоні з синами | 1850—1852       | Папір, акварель                                    | ?                                    | Зібрання Тіттоні, Рим                                                                            |
|         | Портрет Мікеланджело Ланчі | 1851            | Полотно, олія                                      | 61,8 х 49,5                          | Державна Третьяковська галерея                                                                   |
|         | Портрет Анжело Тіттоні | 1851—1852       | ?                                                  | ?                                    | Зібрання Тіттоні, Рим                                                                            |
|         | Портрет Джульєтти Тіттоні у латах | 1851—1852       | ?                                                  | ?                                    | Зібрання Тіттоні, Рим                                                                            |
|         | Дівчина у лісі | 1851—1852       | Полотно, олія                                      | ?                                    | Зібрання Тіттоні, Рим                                                                            |
|         | Лаццароні і діти | 1851—1852       | Папір, сепія                                       | 22,2 x 18,8                          | Державна Третьяковська галерея                                                                   |
|         | У полудень | 1851—1852       | Папір, сепія                                       | 22,1 x 18,8                          | Державна Третьяковська галерея                                                                   |
|         | Насильне купання | 1851—1852       | Папір, акварель, граф. олівець                     | ?                                    | Державна Третьяковська галерея                                                                   |